# Нижняя граница неба
«Нижняя граница неба» (рум. La limita de jos a cerului) — драматический фильм 2013 года режиссёра Игоря Кобылянского. Картина вошла в список претендентов на премию «Оскар 2015» в категории «Лучший фильм на иностранном языке».

## Сюжет
Виорел — молодой человек, живущий в маленьком молдавском городе. Его не ждёт блестящая карьера и богатство, поэтому вместе с лучшим другом Гаской он мечтает полетать на дельтаплане.

## В ролях
- Игорь Бабияк — Виорел
- Ёла Ионеску — Мария
- Серджиу Волок[рум.] — Гаска
- Игорь Карас-Романов — Виви
- Анжела Чобану — мама
- Алексей Макевнин — Алексей
- Александр Кичук — Сергей
- Ион Косеру — Бика
- Виктор Друми — Фане
- Денис Димитриу — Ади
- Валентин Туркан — Санду
- Петру Ойстриц — Буба
- Григоре Сорици — полицейский стажёр
- Борис Виеру — Крету
- Николае Дарий — доктор
- Лидия Валянская — Люба

## Премьерные показы
| Страна  | Дата             | Примечание                     |
| ------- | ---------------- | ------------------------------ |
| Чехия   | 1 июля 2013      | Кинофестиваль в Карловых Варах |
| Румыния | 27 сентября 2013 | [ 4 ]                          |
| Польша  | 12 октября 2013  | Варшавский кинофестиваль       |
| Молдова | 4 декабря 2013   | [ 5 ]                          |

## Награды и номинации
| Год  | Награда                        | Категория                            | Номинант                             | Результат |
| ---- | ------------------------------ | ------------------------------------ | ------------------------------------ | --------- |
| 2013 | Кинофестиваль в Карловых Варах | East of West Award                   | Игорь Кобылянский                    | Номинация |
| 2014 | Gopo Awards                    | Лучшая операторская работа           | Олег Муту                            | Победа    |
| 2014 | Gopo Awards                    | Лучший дебютный художественный фильм | Игорь Кобылянский                    | Победа    |
| 2014 | Gopo Awards                    | Лучший художественный фильм          | Александру Теодореску                | Номинация |
| 2014 | Gopo Awards                    | Лучший актёр                         | Игорь Бабияк                         | Номинация |
| 2014 | Gopo Awards                    | Лучший актёр второго плана           | Игорь Карас-Романов                  | Номинация |
| 2014 | Gopo Awards                    | Лучший актёр второго плана           | Серджиу Волок                        | Номинация |
| 2014 | Gopo Awards                    | Лучшая актриса второго плана         | Ёла Ионеску                          | Номинация |
| 2014 | Gopo Awards                    | Лучшая режиссура                     | Игорь Кобылянский                    | Номинация |
| 2014 | Gopo Awards                    | Лучший сценарий                      | Игорь Кобылянский, Корнелиу Порумбою | Номинация |
| 2014 | Gopo Awards                    | Лучший монтаж                        | Ойген Келемен, Кристина Ионеску      | Номинация |
| 2014 | Gopo Awards                    | Лучшие прически и макияж             | Ина Лусикина, Микола Пономаренко     | Номинация |
| 2014 | Gopo Awards                    | Лучший художник                      | Адриан Суручану                      | Номинация |
| 2014 | Gopo Awards                    | Лучший дизайн костюмов               | Лилия Иксари                         | Номинация |